# Aznar Ier Galíndez
Pour les articles homonymes, voir Aznar et Galindez.
Aznar Ier Galíndez, mort en 839, également appelé Aznard ou Achinard, est comte d'Aragon de 809 à 820, succédant à Aureolus à la mort de ce dernier. Il perd le comté d'Aragon en 820 mais devient comte d'Urgell et de Cerdagne. Il est parfois mentionné comme comte de Jaca.

## Biographie
Pour avoir sacrifié l'alliance avec les Francs au profit d'un rapprochement avec les Banu Qasi de Pampelune, famille convertie à l'Islam, il perd le comté d'Aragon. Son gendre García Galíndez le dépose en 820. Il se réfugie en Vasconie sous suzeraineté franque et obtient les comtés d'Urgell et de Cerdagne. 
En 844, son fils Galindo finit par récupérer le comté à la mort de Galindo Garcés, fils de García Galíndez mort sans descendance.

## Descendance
On ignore  le nombre de ses épouses et de ses enfants, parmi lesquels :
- Matrona, mariée à García Galíndez, qui dépose son beau-père et gouverne de 820 à 833 ;
- Céntulo, assassiné par García Galíndez entre 820 et 828 ;
- Galindo Ier Aznárez, comte de 844 à 867.